# 沙市市
30°20′06″N 112°14′24″E / 30.335°N 112.240°E
沙市市，通稱沙市（郵政式拼音：Shasi；注音符號：ㄕㄚˉㄕˋ），簡稱沙，古稱江津、沙頭、沙津，別稱江漢明珠，自古為江陵之外港，曾是湖北省一個不設區的直筒子市，也是國家首個經濟綜合體制改革試點城市、全國明星城市。1895年因馬關條約開埠，繼而成為華中地區首屈一指的工商業城市。1949年，成立湖北省轄沙市市，直至1994年與荊州地區合併，成立荊沙市。地市合併後行政區劃經過重新調整，單獨設立新沙市區。

## 名稱
沙市因清代沙市下設：一沙、二沙、三沙、四室，故沙市又稱「沙室」。其中「室」為古入聲字，沙市話遵從「古入聲歸陽平」原則，「室」讀作：[sɨ˨˩˧]，從而造成沙市一詞存在訓讀的現象。故沙市市的正確讀音應爲：[sa˥˥sɨ˨˩˧sɨ˥˧]。
沙市自古商業發達，民國時期商賈雲集，有着「小汉口」的美譽。二十世紀八九十年代，沙市的工商業空前繁榮，經濟發達，人均 GDP位居全國前列（90年代初達到南韓人均GDP的50%），故又有「小上海」的美譽。市民素質高，並連續多年獲得「全国文明城市」的稱號。
沙市近現代湧現了大量馳名中外的本土品牌，如沙松牌電冰箱、活力28牌洗衣粉、鴛鴦牌床單等，是江漢平原重要的工商業中心，故又有「江汉明珠」的稱號。

## 歷史

### 周至清末
- 春秋战国时期，沙市名津，即渡口。楚之大江津渡，楚王曾在津渡建离宫、置木关。
- 秦汉时期，沙市称津乡，是当时水陆交通之要道。有“荆州要会”、“荆扬之咽喉” 之称。
- 三国时，为孙刘相争之地。魏晋南北朝时期，沙市名江津，为南北对峙之中心，官家、流民在此集聚，各成街巷。军事、经济功能凸显，市镇初见。江津作为军事戍守之地，建设官船码头，成为贡赋中转港口。
- 西晋时期，北方豪族南迁，江津成为南北联系之中心，地位日重。东晋，箫梁时期成为西部重要治所。
- 唐初始称沙头市，属江陵县。市人筑堤，依堤列肆，有“十里津楼（头）压大堤” 之盛况，水陆贸易频繁，鱼米市场和荆州外港十分繁盛。
- 北宋乾德年间始设立市镇一级行政区，并正式改为沙市镇，北宋熙宁十年（1077年），沙市商税额已居江陵府22个榷货场务之首，沙市依托江汉平原，成为重要米市。
- 元朝设沙市站，为通云南官马大道的重要站口。
- 明初，朱元璋设湖广分省于沙市，设荆南行署于三清观。
- 明中期至清初，设置沙頭市巡察司。
- 康乾时期，沙津为三楚名镇，通南北诸省，贾客扬帆而来者，多至数千艘，向晚蓬灯远映，照耀常若白昼。
- 光绪二年(1876年)，《中英烟台条约》准许英国轮船在沙市停泊，起卸货物。光绪十二年(1886年)，沙市邮政由英国人管辖。

### 沙市開埠
- 1894年，中日甲午戰爭清政府戰敗。
- 1895年，清廷與日本簽訂的《馬關條約》，沙市是四個通商口岸之一。沙市開埠。
- 1898年8月18日，清政府湖北荆宜施道监督俞与日本驻沙市领事永陇簽訂章程，設立沙市日租界。
- 1910年（清宣统二年）2月，清廷在沙市成立自治公所，试办模范自治

### 民國時期
- 1912年，北洋政府廢府，江陵縣直隸湖北省，縣以下行政機構沿用清末鄉（訊）制。沙市地處江陵縣城南，故稱南鄉，又名沙市訊。沙市設一保衛團，下轄元、貞、利、亨四個分團。
- 1915省下設道，江陵縣屬湖北省荊南道。
- 1929年2月2日，民国湖北省政府在沙市等地设立市区公署，施行市区制管理自治事務。同年設置沙市市籌備處，擬建市[1]。
- 1930年廢訊、團，立區制。江陵縣劃爲六個區。沙市廢團，建立博愛、和平、民權、建設四鎮，隸屬江陵縣第二區。
- 1932年省下設行政督察區，江陵屬第七區。9月推行保甲制度，沙市四鎮建立聯保辦公處。
- 1940年春，第四行政專員公署跟隨江陵縣政府遷往沙市。
- 1940年6月8日，日軍占領沙市。沙市開始由汪精衛政權統治，並先後建立沙市治安維持會和6個聯保辦公處，隸屬江陵縣政府第一區。
- 1941年7月7日，成立江陵縣縣政籌備處
- 1942年8月12日，成立江陵縣政府，縣治設於沙市。
- 1943年3月30日，汪精衛政府名義上收回日本在華租界，沙市日租界建而未立，胎死腹中。
- 1945年8月15日，日本投降。
- 1945年9月，沙市光復。中華民國湖北省政府第四行政專員公署回遷沙市，建立復興（后改名民族）、民權、建設（后改名民生）三鎮。
- 1946年4月，成立市籌備委員會，析荊沙四鎮置荊沙市，后因財政困難擱置。[2]

### 共和國時期
- 1949年7月15日，解放军占领沙市，划出沙市三镇，设立湖北省轄沙市市。
- 1955年4月，沙市市由省直接領導改爲接受荊州專區行政專員公署領導。
- 1958年4月，國務院首次將“沙市市”列爲“地轄市”。（1949-1973中國大陸行政區劃不區分“省轄市”、“地轄市”）
- 1970年，改稱荆州专区為荆州地区。
- 1979年，沙市市恢復由湖北省直接管轄。
- 1981年7月，國務院批准沙市市成爲首個城市經濟體制綜合改革試點城市。
- 1983年，國務院將省轄市更名爲地級市。沙市市屬地級市。
- 1994年9月29日，中国国务院批准撤销荆州地区、沙市市、江陵县，设立荆沙市（地级）和县级沙市区。
- 1994年10月31日，荊沙合并。
- 1995年1月1日，合署辦公。
- 1996年11月20日，国务院批准将荆沙市更名为荆州市。

## 地理

### 概況
沙市地處江漢平原腹地，南臨長江，屬亞熱帶季風氣候，降水充沛，四季分明。
1994年10月31日，沙市市撤銷之前。沙市總面積166平方公里，建成區面積27.80平方公里，有耕地39370畝，水產養殖面積15912畝。市境綠化總面積1748公頃，綠化覆蓋率30.10%，人均公共綠地5.60平方米。

### 沙市土城
又稱沙市城郭，元代至明初江陵縣城縣治，城分四門，南曰大寨，北曰美化，東曰塔兒，西曰新開。另在大寨門增築里社。沙市土城的大致範圍就是沙市市城區。

### 沙市日租界
1898年清政府與日本國簽訂協議，建立沙市日租界。區域範圍自洋码头荆州官地西界起至东南临江，直长三百八十丈、横宽由西界直长八十丈，间深八十丈以下三百丈间深百二十丈为界，永租日本商民。租界内所有道路桥梁沟渠码头堤防以及巡捕之权，由日本领事官管理，其道路桥梁沟渠由本领事官施设。清国商民及外国人准在界内居住营业，不能租地。
1937年4月1日，沙市日租界的在留日本人有12人。

## 政治

### 沙市行政區劃
| 時間           | 一級行政區           | 二級行政區                                                                                     | 三級行政區 | 四級行政區                         | 五級行政區                    |
| -------------- | -------------------- | ---------------------------------------------------------------------------------------------- | ---------- | ---------------------------------- | ----------------------------- |
| 秦             | 南郡                 | 江陵縣                                                                                         | 津         | --                                 | --                            |
| 漢             | 荊州刺史部           | 南郡                                                                                           | 江陵縣     | 津鄉                               | --                            |
| 三國兩晉南北朝 | 荊州                 | 南郡                                                                                           | 江陵縣     | 江津                               | --                            |
| 唐             | 山南東道             | 荊州（江陵郡）                                                                                 | 江陵縣     | 沙頭市                             | --                            |
| 宋             | 荊湖北路             | 江陵府                                                                                         | 江陵縣     | 沙市鎮                             | --                            |
| 元             | 河南江北等處行中書省 | 江陵路/中興路                                                                                  | 江陵縣     | 沙市（江陵縣治）                   | --                            |
| 明             | 湖廣等處承宣布政司   | 荊州府                                                                                         | 江陵縣     | 沙頭市巡檢司                       | --                            |
| 清             | 湖廣省/湖北省        | 荊州府                                                                                         | 江陵縣     | 沙市訊                             | 4裏（一沙、二沙、三沙、四室） |
| 中華民國       | 湖北省               | 荊南施鶴道（1913） 鄂西道（1913） 荊南道（1914） 第七行政督察區（1932） 第四行政督察區（1936） | 江陵縣     | 沙市三鎮（民族鎮、民生鎮、民權鎮） | --                            |
| 中華人民共和國 | 湖北省               | 沙市市                                                                                         | --         | --                                 | --                            |

- 注：中華民國大陸時期，沙市上級行政單位為縣，下設鎮，行政級別屬於屬於三級、四級行政區之間（類似於中華人民共和國時期之漢口）。

| 時間            | 市區 | 郊區                                             |
| --------------- | --- | ------------------------------------------------ |
| 1949.07-1950.11 | 3區 | --                                               |
| 1950.11-1953.01 | 6派出所 | 1鄉（太師淵鄉）                                  |
| 1953.01-1954.04 | 5區 | 1鄉（太師淵鄉）                                  |
| 1954.04-1955.11 | 4區 | 1鄉（太師淵鄉）                                  |
| 1955.11-1958.08 | 7街道辦事處（通衢路、解放路、崇文街、中山橫街、梅台巷、勝利街、民主街）                                                   | 3鄉（和平、聯合、楊場）                          |
| 1955.08-1958.11 | 7街道辦事處（通衢路、解放路、崇文街、中山橫街、梅台巷、勝利街、民主街）                                                   | 3人民公社（和平、勝利、東風）                    |
| 1958.11-1962.11 | 3人民公社（解放路、覺樓街、勝利街）                                                                                       | 5人民公社（和平、民主、荊江、勝利、東風）        |
| 1962.11-1964.11 | 5人民公社（解放路、覺樓街、勝利街、中山橫街、北京路）                                                                     | 2人民公社（立新、聯合）                          |
| 1964.11-1977.01 | 4人民公社（解放路、覺樓街、勝利街、中山橫街） *文革時期：中山橫街人民公社→東方紅人民公社、覺樓街人民公社→紅衛街人民公社） | 2人民公社（立新、聯合）                          |
| 1977.01-1980.05 | 5人民公社（解放路、覺樓街、勝利街、中山橫街、東區）                                                                       | 2人民公社（立新、聯合）                          |
| 1980.05-1984.01 | 5街道辦事處（解放、崇文、中山、勝利、豉湖） *1981年8月：豉湖街道→朝陽街道                                                 | 2人民公社（立新、聯合）                          |
| 1984.01-1987    | 5街道辦事處（解放、崇文、中山、勝利、朝陽）                                                                               | 2鄉（立新、聯合）                                |
| 1987-1994       | 5街道辦事處（解放、崇文、中山、勝利、朝陽）                                                                               | 4鄉（立新、關沮、聯合、羅場）、1農場（沙市農場） |

1994年沙市市撤銷之前，沙市市的下級行政單位為5街道（中山街道、朝陽街道、崇文街道、解放街道、勝利街道）4鄉（立新、關沮、聯合、羅場）1農場（沙市農場）。

### 沙市民主化
沙市自晚清開埠以來，一直是中國城市自治化的典範。1910年（清宣统二年）2月，清廷在沙市成立自治公所，试办模范自治。中華民國大陸時期，北洋政府在沙市設一保衛團，下轄元、貞、利、亨四個分團，實行自治制度。此後南京國民政府時期，沙市依靠地方商會，實行商民共治的實際自治政體。汪精衛政權時期，充分尊重沙市人民的風俗習慣，實行高度自治。
1949年中共建政以來，由於沙市是不設區的直筒子市，人民代表大會為人民直接選舉，是中共統治下，極少數實行民主直選的城市之一。

### 重大歷史事件

#### 火燒洋碼頭
1896年3月，日本在沙市设领事馆、沙市海关。1898年5月9日凌晨，沙市全发园面馆工人杨兴全（湖南人）路过沙市招商局时，在该局大门外便溺，被招商局更夫周顺兴看见后用扁担打成重伤后死亡。造成湖南幫與招商局之間矛盾激化，下午在招商局縱火，大火從趸船沿燒至存放在趸船上英商怡和洋行的货物和隔壁日本房屋，史稱火燒洋碼頭。大火从晚上一直烧到第二天早上才熄灭。
1896年4月，英国和日本就这一事件发出“词意坚悍”的外交照会。两国照会的主要内容如下：
日方：1、明降谕旨，将各外国人身家财产一律优待保护，勿再有如此之事发生，谕旨顺极周祥。2、速将此案匪徒从重治罪，并弹压，不力之地方文武，从严议处。3、赔补官平银十万五千两。4、沙市专管租借章程以陈（州）章为本。5、岳州、福州、三都澳均设日本专管租借。
英方：第一、二、三条和日本相同。第四条：赔偿恰和洋行存货器具、招商局趸船、存货及领事、幕友、人役、失物，共银一万二千两。第五条：开岳州口岸。
光绪帝见英日两国照会后，忙派湖北巡抚兼总督谭继洵、湖广总督张之洞先後到沙市办理此案，并將涉案人員重判；对弹压不力的文武官员進行處罰，并向日本、英國賠償損失。

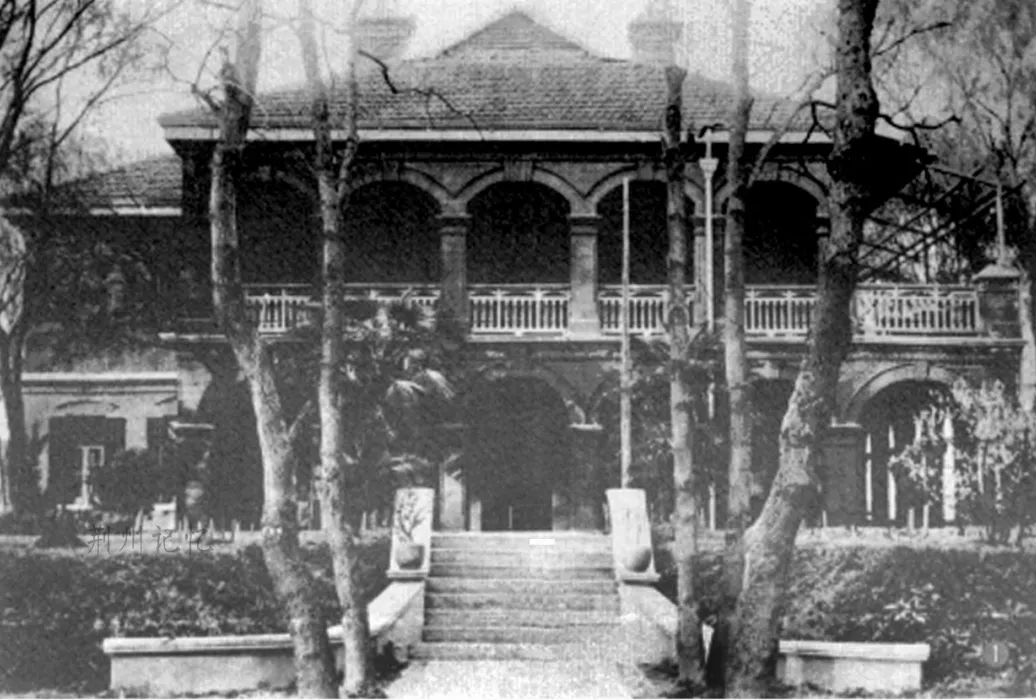
日本駐沙市領事館

### 沙市歷任行政長官

#### 古代
1274年4月-司馬夢求-沙市鎮監

#### 中華民國大陸時期
| 鎮別           | 民族鎮 | 民權鎮 | 民生鎮 |
| -------------- | ------ | ------ | ------ |
| 參議員姓名     | 凃泳清 | 李鉄農 | 李祥五 |
| 鎮長姓名       | 鄧振黃 | 胡愷   | 田寳之 |
| 鎮民代表會主席 | 肖伯銘 | 黃子璋 | 徐鶴松 |
| 鎮民代表數     | 28     | 32     | 26     |

#### 中華人民共和國時期
| 屆 | 時間             | 稱謂                            | 姓名   | 簡介                                     |
| -- | ---------------- | ------------------------------- | ------ | ---------------------------------------- |
| 1  | 1949.7-1952.4    | 沙市市市長                      | 胡震   | 1908年12月生，河北邢台人，文化程度初中   |
| 2  | 1952.6-10月      | 沙市市市长（代理）              | 张箴   | 1911年2月生，河南尉氏人，文化程度高中    |
| 3  | 1953.2-10月      | 沙市市市長                      | 刘复杰 | 1907年12月生，安徽六安人，文化程度高中   |
| 4  | 1953.10-1954.12  | 沙市市市長                      | 王锦川 | 1919年9月生，河北东鹿人，文化程度高师    |
| 5  | 1954.12-1955.5   | 沙市市市長（兼任）              | 陈明   | 1920年10月生，湖北沙市人，文化程度高中   |
| 6  | 1955.5-1968.3    | 沙市市市長                      | 钟浩   | 1914年12月生，安徽庐江人，文化程度初中   |
| 7  | 1968.3-1969.9    | 沙市市革命委员会主任            | 李保成 | 1927年8月生，河南林县人，文化程度高小    |
| 8  | 1969.9-1970.9    | 沙市市革命委员会主任            | 赵夙晨 | 1923年12月生，河北宁晋县人，文化程度初中 |
| 9  | 1970.9-1973.1    | 沙市市革命委员会主任            | 谢承康 | 1928年 3月生,江苏启东人，文化程度高中    |
| 10 | 1973.1-1982.9    | 沙市市革命委员会主任 沙市市市長 | 穆常生 | 1928年6月生，江苏涟水人，文化程度高中    |
| 11 | 1982.9月-1983.11 | 沙市市市長                      | 张德广 | 1927年9月生，湖北沙市人，文化程度高中    |
| 12 | 1983.11-1986.6   | 沙市市市長                      | 王开炳 | 1934年12月生，湖北蒲圻人，文化程度大专   |
| 13 | 1986.6-1988.3    | 沙市市市長                      | 吴发育 | 1942年6月生，湖北宜都人，文化程度大专    |
| 14 | 1988.3-1991.1    | 沙市市市長                      | 钱岱   | 1935年10月生，江苏无锡人，文化程度大专   |
| 15 | 1991.1-1994.10   | 沙市市市長                      | 张道恒 | --                                       |

| 屆 | 時間              | 稱謂                                    | 姓名   |
| -- | ----------------- | --------------------------------------- | ------ |
| 1  | 1949. 7〜1950. 4  | 沙市市委書記                            | 宋侃夫 |
| 2  | 1950. 4〜1952. 11 | 沙市市委書記                            | 刘 晋  |
| 3  | 1952. 11-1954. 4  | 沙市市委書記                            | 黄正夏 |
| 4  | 1954. 5-1954.11   | 沙市市委書記（代理）                    | 陳明   |
| 5  | 1954. 11-1955. 4  | 沙市市委書記（省轄市）                  | 陈明   |
| 6  | 1955. 4-1955. 10  | 沙市市委書記（地轄市）                  | 陳明   |
| 7  | 1955. 10-1956.6   | 沙市市委書記（地轄市） 荊州地委第二書記 | 陳明   |
| 8  | 1956. 6-1960.1    | 沙市市委第一書記（地轄市）              | 陳明   |
| 9  | 1960.1-1960.8     | 沙市市委書記（地轄市）                  | 陳明   |
| 10 | 1960.9-1966.5     | 沙市市委書記（地轄市）                  | 曹野   |

1966-1970中共取消黨委，實行政黨合一的集權統治。
| 屆 | 時間             | 稱謂                               | 姓名   |
| -- | ---------------- | ---------------------------------- | ------ |
| 1  | 1970. 6-1971. 6  | 沙市革委会核心小组组长（軍代表）   | 谢承康 |
| 2  | 1971. 6-1974. 6  | 沙市革委会核心小组書記（軍代表）   | 谢承康 |
| 3  | 1972. 12-1978. 7 | 沙市市委第一書記                   | 穆常生 |
| 4  | 1978. 7-1979.6   | 沙市市委書記（地轄市）             | 穆常生 |
| 5  | 1979.6-1982.7    | 沙市市委第一書記（省轄市）（兼任） | 胡恒山 |
| 6  | 1979.6-1982.10   | 沙市市委書記（省轄市）             | 穆常生 |
| 7  | 1982.10-1986.1   | 沙市市委書記（地級市）             | 穆常生 |
| 8  | 1986.1-1994.10   | 沙市市委書記                       | 王开炳 |

## 經濟

### 商業

#### 古代
春秋时期，沙市地区出现集市。经过战国、秦汉到魏晋，沙市成为荆州要会。唐宋时，沙市的米市和茶市，商贸颇成规模。元明时，沙市有“列巷九十九条，每行占一巷”之说， 清代，沙市地区的集市逐渐发展成熟，出现很多专业市场，如米市、茶市、布市，还有专业的药材市场和大型百货市场。

#### 明代
明中期，沙市凭借水陆交通的地理优势进行贩卖贸易，又利用本地的经济优势，形成功能、种类更加多元的商品贸易格局。
首先，沙市处于长江水运要道，随着江南经济的发展，蜀地经济的恢复，沙市中转贸易功能更为突出，与外地直接贸易加强。“万舫栉比，百货灯聚，实九省冲要区也。” 来往货船，络绎不绝，于时沙市沿江地带，商肆店铺林立。明末清初刘献廷描述道：“荆州沙市，明末极盛。列巷九十九条，每一行占一巷。舟车辐辏，繁盛甲宇内。即今之京师、姑苏皆不及也。” 虽多有夸词，但能表现出当日沙市之繁华。仅凭濒临长江，利通商旅，虽为一镇，也较荆州府江陵发达。“沙市与草市皆江陵市之最大者，就中沙市尤为繁盛”。 依托素有“湖广熟，天下足” 美称的江汉平原，大量农产品聚集于沙市，商品农业的迅速发展。因此，沙市也有米市之称。同时促使手工业作坊、娱乐场所等相继繁荣。
其次，商品经济的繁盛，带来的是市场范围的扩大。沙市作为明中后期典型的市镇得以形成。明以前，沙市主要贸易场所，不过沿江堤一带。但至此，嘉靖二十一年（1542年），万城堤连成整体，沙市镇向北、向内陆扩展，城市不断延伸。城市空间的扩大，意味着货物吞吐能力的提升，传统的铺户贸易得以升级。当时充斥沙市市场的商品物资丰富，有四川的楠梓木材，江淮的食盐，湖湘的粮食，滇黔的铅铜矿产以及本地的丝绸、布匹等，沙市具备大宗商品的储存和运输能力。成化七年，政府设水部抽分于沙津上游，专抽竹木为造船之费， 大型运输船得以大量建设。明末，各地战争不断，政府财政拮据。“荆州抽分主事朱大受言：‘荆州上接黔、蜀，下联江、广，商贩铜铅毕集，一年可以四铸。四铸之息，两倍于南，三倍于北。’因陈便宜行事。” 由此可见沙市铅铜贸易之盛，所占地位之重要。
城市人口的增加和市井文化的发展。商业的发展促使人口的大量集聚，从而又进一步加快城市的扩张。据陆游《入蜀记》载南宋沙市人口一万多，且多为外地人。而发展到明中后期，人口更是不止此数。公安袁宏道在《端午节看龙舟》诗中描述道：“倾城出观巷陌隘，红霞如锦汉成河。诸宫自昔称繁盛，二十一万肩相磨。” 在另一首诗中道：“云连蜀道三千里，柳拂江堤十万家。” 这两个数字不免夸词，但形象的展示了沙市人口密集的景象。人口的陡增与农业商品化有很大联系。特别是，张居正推行“一条鞭法”，农民与市场联系得更紧密，农产品兑换白银以缴纳赋税，而剩余部分银两则用于购买其他生活用品。有些则经营经济作物，随着棉花的普及，棉纺手工业的发展加速了农业的分离。再有则弃农从商，售卖田地，入市经商，以摆脱贫苦处境。当时，“舟船夜貰千门酒”，富商大贾在这些楼堂馆所里“百钱一买醉、千钱一买宿。”夜生活丰富，纸醉金迷，娱乐产业的发展。袁宏道谈他少年时经过沙市，曾见“嚣尘如沸，诸商大贾鲜衣怒马，来往平康间，金钱如坵，绨锦如苇”， 展现出沙市商人挥金如土的豪气。同时也体现了商人们雄厚的商业资本。教育事业大发展也表现出城市商业的发展。有明一代，沙市馆塾纷纷成立，培育了大批文士，有籍可考的举人、进士就有14名，而诸如生员、秀才更不计其数。如此，促进社会尚教化之风尚，也推动市井文化的发展。
此繁盛之景象并未持续很久，万历年间，为解朝廷燃眉之急，各地强征暴敛，税监横行。其中税监陈奉在沙市重收税款，鞭笞官民，剽劫商旅。招致沙市数千商民愤恨驱赶。沙市经万历时税监的骚扰，商业渐渐中落，“不数年中，居民耗损，市肆寂寥。居者转而南亩，商者化为游客，鬻房典仆之家，十室而九。” 商旅离沙，富户衰落，市民纷纷回归田亩，商业一片消沉。令人欣慰之事，即崇祯二年（1629年），沙市和草市居民数千人到荆州府请罢门摊捐，政府被迫妥协。商人市民团体虽取得短暂胜利，却不得不受时局之左右。明末几年，沙市兵燹迭加，政权更动，经济破坏严重。崇祯九年到十七年（1636年—1644年），李自成、张献忠先后三次攻占沙市。在此期间，还有惠王朱常润自江陵逃往湘潭，偏沅巡抚陈睿谟劫掠沙市等。使得沙市商贸街市压缩到仅存依堤一线。

#### 清初
明清之际，沙市无比萧条，可谓是商旅不行，货物不通。清初诗人王士祯感叹道：“落帆十里寻沙市，何处琵琶饭甑多。” 沧海桑田，盛衰变迁，令人扼腕。
清初的统一，给社会经济的恢复创造了契机，具备突出的地理、资源优势的沙市逐渐从低沉走向复苏，商业开始重新发展起来。尤其在康乾时期，“沙津为三楚名镇，通南北诸省，贾客扬帆而来者，多至数千艘，向晚蓬灯远映，照耀常若白昼。” 单就商旅舟船而言，相比之于沙市极盛时期的繁盛，有过之而无不及。沙市经济的恢复离不开政治的直接影响，首先清政府在建置上，将众多重要机构移治所于沙市，先设巡检署，后设“讯”，兼理沙市郊区。雍正六年，湖广总督迈柱奏准将荆州通判移驻沙市。第二年，粮道通判亦移于此。充分反映了沙市地理位置的突出。1851年，清军同知厅迁入。后因川盐下运而设川盐局，厘金局等等。沙市政治地位的提高，正是沙市商业贸易的重要地位的反映。
清代沙市商业的繁荣进入了更高的阶段，主要表现为之下几个方面：
其一，商业带来最明显之变化即是，人口数量与城市区域的进一步增长与扩展。光绪二十五年（1899年），沙市司有14570户，72389人，加上船户商贾在10万左右。城市建成区面积1.9平方公里。 商业所带来的巨大效益，加快人口的自然增长、集聚，提高市镇整体消费能力。而街区、商铺的不断外延，贸易产品种类的繁盛，商业之间的互利合作，进一步促进商业发展。
其二，“荆州府属之沙市镇，向称繁盛……众商毕集”。 全国十余个省市商人集聚沙市经商。康乾之后，商业会馆组织形式出现，他们以地域而别，其中十三帮成为沙市商业贸易的主力，他们广开店铺，所经营之商品也因商帮而异。汉阳帮，最大的商帮集团，主要经营匹头业。著名的徐永兴布店，咸丰初只是个零剪铺，此后不断做大，到同治时改为布店；武昌帮主要经营丝线、清水包头、锦缎被面；黄州帮最初经营锡器，后改业经营棉花，号称“白老虎”；四川帮以土特产和川盐吃香，又从沙市收购土布入川；湖南帮经营粮食和木材；河南经襄阳，南下谋生大多经营药材、土货产品，还有经营餐饮服务，有名的如“麟兴伯酒店”；还有来自苏、皖商帮，主要做药材、纸张生意；浙商经营金银首饰以及开办酒馆；晋商财力雄厚，则大开票号、当铺。
可以看出，商业帮会大量在沙市的出现，增强沙市商业自主性、团体性。加之经营产品各异，资财转存机构的建立，丰富沙市市场，加快市场资金、商品的流动，进一步发展沙市商品经济。
其二，本地商人的成长与荆沙小手工业产品的发展。荆沙地区有戏称，穷酸秀才比鲫鱼还多，但是到了清朝中期，不少稍有头脑的读书人弃仕从商，开始做起买卖。如嘉道时，王正纪“常托业木棉，积金累万。”道光年间，马超万亦业木棉致富。郑太初“素以朴诚见信于人”，遂成巨富。说明经商成为暂时摆脱贫困之一途径，同时也是社会之一潮流。
除了生活城市中，投身经营买卖的销售商外，还有大量小手工业者积极参与商品的生产。沙市的繁荣，极大刺激了荆沙附近乡村小商业生产，产品则主要为土布。荆沙地区不宜从事农桑之业，所以乡民在农隙之间，十之八九进行纺织。生产之织布，多流通于市场，且质地精良。有的农家甚至以棉织为主，形成一定规模。康乾时，“川民不谙纺织，地间产棉，种植失宜，或商贩贱售至江楚成布，运川重售。” 荆沙地区成为棉纺织加工地，说明民间纺织技术高超，且生产效率提高。民间土布贸易多在乡村小集市，利用市内密布河运网的，如便河，章渊水等，沟通了东市、唐楼子、窑湾寺等众多集市。形成了以沙市商品贸易为中心的荆沙市场网络。
其三，清时期，服务业进一步发展。文化教育增多，书院广建。清代有籍可考的举人，进士近30人。物质上的富足，使得人们更加注重精神上的满足，娱乐业得以繁荣。其中游船如织，车水马龙，夜市通宵达旦，场面十分壮观，展现了繁华夜都盛气。戏曲业也趋向繁荣，商人们祭祀神、做财神会等喜庆、重大事件都要请戏班搭台演戏；不少外地艺人来此寻求生计，街头巷尾吹拉弹唱，所谓：“市寰最胜数沙头，蜀舞巴歈杂楚讴。” 顿时出现戏曲百花齐放之盛况。其中荆河戏、汉剧、京戏风靡沙市，还有“戏迷城”之称。清中后期，沙市商业趋于鼎盛。沙市成为朝廷重要税源，落地捐每年就达12万贯，仅次于汉口。

#### 清末
沙市之繁荣极盛一时，全年除了汛期5～7月份“稍有寥落”之外，无不“商贾辏集，殆如群蚁之赴羶”， 其繁华之景象与地理位置的重要性，成为列强极力拓开中国内地市场的桥头堡。光绪二年(1876年)，《中英烟台条约》准许英国轮船在沙市停泊，起卸货物。光绪十二年(1886)，沙市邮政即由英国人把持。但是，这并不能满足外国资本主义列强的要求。他们急望在汉宜间别开一口，以利其掠夺原料，倾销“洋货”。“在扬子江沿岸的通商口岸中，沙市水资源丰富，四通八达，大小船舶辐辏云集，将来有望发达兴旺。” 日本对沙市垂涎已久，他们看到沙市“水陆俱殷实”、“当长江沿岸诸港中无比之水利，能使货物聚散自在”。 得其地，北可复襄阳，西可图巴蜀，南可控长沙，东可发武昌”。 光绪二十一年(1895年)，不平等的《中日马关条约》辟沙市为通商口岸，日本得以在沙市设领事馆、划租界、开商店、办工厂。光绪二十三年(1897年)二月于海关内设中国邮政局。之后招商局、太古、怡和三轮船公司在“洋码头”设局。随后英、德、墨西哥、丹麦、瑞典、挪威等国也在沙市设领事，行使领事裁判权。美、俄、法等国亦随之进来倾轧。外国的煤油、鸦片、药材、纺织品、玻璃制品、海产、宝石、金银器乃至火柴、纽扣等充斥市场。沙市的开埠后外国资本主义机构的设立和商品的输入一方面瓦解了沙市的自然经济，另一方面客观上刺激了沙市的资本主义和商品经济的发展，促进了沙市城市经济的发展。沙市在开埠后其市镇工商业、贸易、交通等都取得了长足的发展。
- 开埠后沙市的市镇商业

春秋时期，沙市地区出现集市。经过战国、秦汉到魏晋，沙市成为荆州要会。唐宋时，沙市的米市和茶市，商贸颇成规模。元明时，沙市有“列巷九十九条，每行占一巷”之说， 清代，沙市地区的集市逐渐发展成熟，出现很多专业市场，如米市、茶市、布市，还有专业的药材市场和大型百货市场。
沙市米市的形成是与沙市地处江汉平原，农业发达，产出大量米粮有密切联系的。明清江汉平原的水稻种植面积扩大，种植制度改进，品种增加，产量提高，大米大量输出，因此沙市米市的交易非常活跃。沙市码头往来运粮的大小船只，不舍昼夜，往来不绝。大米主要销往江浙地区。沙市布市是在布摊、布店、布庄的基础上形成的，各种形式的布店数量大，经营范围广。咸丰初年，沙市纺织品业除布庄、布店外，一部分裁缝铺附带卖零头布匹，以后发展成布摊子，继而成布店。光绪十九年(1893年)布店发展到10多户，货源主要来自汉口和上海，经销商品有国外的匹头，荆州土白布，杭州绸缎。在开埠以后，经营洋货的布店大量涌现，沙市是华中地区最大的土布交易市场。本地帮经营棉织业，外帮亦有浓厚兴趣。至光绪二十四年(1898年)“洋布”盛销，据统计：“当年经过江汉关由便河上岸的原色布就有10175匹、印度棉纱6290担、日本纱2465担，从沙市转口的日本棉纱上年为200余担，本年1500担，洋布上年1600匹，本年2700余匹”。 伴随布市的发展，沙市染料业也非常活跃。光绪三十一年(1905年)，上海一商人在沙市创设德兴昌颜(染)料店，有资本2万两(银)(含水靛286担)，从上海进货，销往沙市与附近各县，经销商品只有水靛，宣统时有快靛(固体染料)。当时灰色染料销路很大，主要是德国货及少量瑞士货。
沙市的粮油贸易也极其的活跃。沙市开埠后，英、美、德、日等国在沙市设“洋行”，大量收购粮棉转口销售，长江港口寄泊帆船高峰期多达1362艘。光绪二十七年(1901年)，沙市首批出口芝麻66．65吨，运往法国。次年，又向法国出口芝麻1192.05吨。沙市所产麻油质量优于襄阳，大量供应汉口市场。宣统三年(1911年)，曾向日本、英国输出口胡麻籽172.15吨、棉籽149.8吨和籽饼887.65吨，为开埠以后最高的一年。
清代沙市的百货市场以海味业、食盐业、味品酿造等最具特色。光绪时，有日用杂货店80家左右，大户有上10家，资本小，多者有一、两千两银子，小者几十两到十来两银。经营食盐、食油、食糖、茶叶、鞭炮、桐油、秀油、木油、煤油、斗纸(钱纸)、腊烛、纸张、碗。清末，日本、俄国及南洋诸国海产在沙市竞相倾销。沙市还是海产品转口市场。光绪二十三年(1897年)，经沙市转口的海带1614担，鱿鱼16担，红糖14担。开埠之前沙市淮盐与川盐并存。光绪二十年，有6家官盐号私营，盐行15家，每家有上千两银子的流动资本。私号在申请开业时，要交政府七、八百两银子。五府、一州规定销量每年是1100载(每载450包，每包净盐250斤，每斤老秤17.3两)。集中在沙市和宜昌两个销区，沙市占80％。沙市销区供给荆州、襄阳、郧阳3府。
沙市开埠后，市镇经济的元素增多，在资本主义的强烈冲击下，沙市市镇商业的活跃程度大大增强。“荆州土布，取枝江之棉，荆州绸缎，取河容之茧，生人熟出，大获利市。沙市金漆盆盘，盛行武汉。” 光绪二十二年(1896年)10月1日，沙市正式对外通商后，由西欧输入的纺织品、染料、胡椒，由日本输入的纺织品、棉纱、海产品等不断流入沙市市场。各国在沙市开设的洋行日益增多，英国的安利英洋行、美国的施美乐洋行及日本的吉田、日清、瀛华等洋行，均在沙市大量收购山货、粮、棉等土特产，并大量销售匹头、百货、颜料、五金、香烟、煤油、汽油等洋货。
商人和商帮活跃于沙市的商业中，以十三帮为代表的商人团体的出现，反映了沙市商业繁盛的状况和市场的兴衰。当时有“官场最重十三帮，凡事相邀共酌量，轿子跟班都挤满，旃檀庵里接官忙” 的说法。宣统二年（1910年）十一月，沙市商会成立，十三帮会首彭春膏出任首任商会会长。商会实际上是工商联合会，商会会董大多是手工业工场主，商会职责与十三帮总会职责大体相同。以十三帮为代表的帮会，实际具有了行业协会、商会的性质和作用，在帮会的作用下行业的生产、销售、行业管理有了很大发展。
- 开埠后沙市的对外贸易与金融

根据中日《马关条约》的要求，沙市正式被开辟为通商口岸，光绪二十二年(1896年)八月二十五日，开“沙市海关”，由英国控制的“宜昌海关”监督监管。英国人牛曼为首任海关税务司，沙市海关隶属中国海关总署税务司管辖。十月一日，沙市海关正式开关征收关税。直到抗日战争胜利后，国民政府裁撤沙市海关，其间税务司职历34任，除9人由中国人暂时代理外，其余25人由外国人充任。
沙市开埠以后，进出口贸易发展很快，列强大肆倾销商品、掠夺原材料，市场异常繁荣，进出口的商品种类增加，贸易额显著增长。同治二年（1867年）至光绪二十一年(1895年)，沙市进口商品仅有洋药(鸦片)、洋布、洋纱等，出口商品只有少量的生丝、柏油、茶叶等。光绪二十二年（1896年）至宣统三年(1911年)，沙市主要进口商品有棉布、棉纱、绸缎、呢绒、鸦片、石油、糖、颜料等；主要出口商品有豆类、芝麻、菜籽、五倍子、柏油、桐油、生丝及少量棉花等。16年进出口总额22996493关平两，每年平均贸易额约有144万关平两。光绪二十二年(1896年)后，为垄断沙市对外贸易，英商怡和洋行、太古洋行和日商日清洋行先后在沙市设立分行，经营进出口轮运业务。国营的轮船公司和外国轮船公司垄断了沙市对外贸易的运输业务。
开埠后,适应社会经济生活的需要,清朝末年，沙市境内出现了新的金融机构。光绪三十二年(1906年)，湖北省官钱局为推行铜元兑换纸币，呈准设立沙市官钱分局，这是沙市境内最早开办的地方官办金融机构，设兑钱处于各主要市镇。光绪三十四年(1908年)，官钱局改订章程，准许各分局经收公款，并经营存款、放款、贴现、汇兑及兑现六项业务。同时发行一、五、十两银两票，一、五、十串制钱票和一、五、十元银元票，规定完纳赋税一律通用。

#### 民國時期
- 銀樓

民國時期，沙市金融業發達，銀樓遍佈。浙江商人僅銀樓就開了「老同震」、 「老天寶”、「老萬年」、 「老丹鳳」、「老寶成”、 「新鳳祥”等六家。 

#### 共和國時期
沙市市内有紅旗商場、沙市商場、江津商場三座大型一站式購物商廈。並建有章華賓館、沙市飯店等大型餐飲住宿設施。工藝大樓、海聯大廈也是沙市商業的標志性建築。

### 工業

#### 清末
沙市的市镇手工业也原有的基础上获得了长足的发展。沙市开埠后，外国资本开始在沙市投资砖茶、面粉、卷烟等行业。官僚资本、民族资本也投资创办了榨油、肥皂、灯泡、玻璃制品、印刷等轻工企业，其中纺织业的发展最为突出。

##### 纺织业
光绪年间，沙市有手工纺织作坊403户，从业人员2000余人，所生产荆庄大布主要销往四川、云南、贵州、西藏、陕西、湖南等地，外销缅甸等邻国。因荆庄大布质优价廉，以至英国曼彻斯特布业不敢与之竞争。光绪三十一年（1905年），张积盛、万祥发两家丝绸作坊闻名荆沙，其中张积盛曾经资本达2万银元，机台10部，职工90人，规模庞大，属行业内龙头老大。此两家生产的荆锻被面，采用提花织物，动物胰子丝光，色泽鲜亮，用料考究，手感柔软，盛销东北、北京和两广地区，同时远销印度、日本、波斯等国。
开埠后沙市纺织业中出现了一批的民族企业，如民国二年,荆州人来敬臣与本地匹头商号合股，从汉口引起高脚织机，创办了沙市第一家机器织布厂“西亚织布厂”， 有织布机50台，生产白细布、蚊帐布等。民国二年,沙市第一家针织厂“大丰裕”袜厂投产，有德制“蝴蝶”牌手摇袜机5部,工人20余名，主生产平口短线袜。在此期间，还有荆州织业中厂、沙市协和织布厂、织成公司、沙市电棉机厂等纺织企业投入生产。

##### 糖果糕点与酒业
清末民初，沙市糖果糕点制造业分为茶食(又称斋铺、酥勤行)、糖果、糖坊、烘糕4个小行业，产品分喜饼、油果、糖果、粗饼及杂货6大类，有80个花色品种。沙市的糖果除在本市销售，还销往公安县、石首县以及黄金口、万肺、郝穴、龙湾、熊口、拾回桥、后港等镇。糖稀销公安县、枝江县和江口、童市、闸口、后港、弥陀市、半河口等镇。烘糕多销给邻县农民或供婴幼儿食用。沙市糖果糕点生产受当地乡风民俗和季节时令的影响较大。除常年产品外，还有依节令及婚寿、喜庆馈赠亲友的礼品。如芝麻糕、绿豆糕在阴历四、五月间大量上市，为端午节之应时茶点；七、八月间月饼生产忙碌；腊月年关将近，各类糖糕供不应求。喜庆类的有喜饼、寿桃、寿糕、佛手等。

##### 粮油加工业
光绪二十九年（1903年），沙市榨油坊最盛，共11家，从业200多人。土榨麻油质好，色淡黄，透明度高、油脂沉淀物少，味香。汉口、宜昌、长沙、益阳、律市等地客商多来沙市进货，武汉人还有以沙市麻油作为特殊馈赠礼品的习俗。清末民初，邻近地区榨油坊兴起，京汉铁路修通后河南省麻油大量进入武汉。武汉当地也建了榨坊，沙洋等地芝麻通常在沙市集散，后转经汉水直达汉阳。沙市土榨麻油业走向衰落。在1914年沙市出现了第一家粮食加工的民族企业，信义长面粉公司。
金属制品业 光绪二十一年(1895年)以后，由日本、俄国等输入的煤油、布匹在沙市转口批销，需要包装的铁皮、皮箱等，促进了金属制品业的发展。光绪二十九年(1903年)白铁业发展到30户。主要产品是煤油灯具、油壶、炉具、吊捅等。其中以灯具品种最多，有瓶子灯、筒子灯、手灯、煤窑灯、台灯、高灯、镜子灯、壁灯、马灯等。产品销售江陵、松滋、公安及邻省各县。

##### 服装业
清代，沙市的服装业比较发达，特别是中后期，服装缝纫店数量增加，规模较大，从业人数很多，影响大。道光二十年(1840年)，有晋正泰家族的成衣店，是祖传五代的成衣店。咸丰三年(1853年)，从武汉等地迁来—批成衣店，较大的有刘广兴成衣店，该店常年雇工80到100人。宣统元年(1909年)，服装业从业人数达2000余人，多为黄陂、孝感、安陆、汉阳籍。制作的男服主要为长袍、短套（马褂）女装多为矮领大袖的风尾裙。在服装业中出现了结合本地特色和外国人管理经验的管理形式，在当时最显著的是匹头号的组织管理形式。沙市的一些匹头号采用合股的形式，由经理统一管理，经理之下设各级职务，有不同的分工，便于经营和管理。沙市的市镇工业在开埠后获得了较快的发展，尤其是在某些行业内逐渐的诞生了一批民族企业，这成为工业发展的方向。

#### 共和國時期
20世紀80年代，沙市的本土品牌馳名海内外，著名的有：
- 活力28（洗衣粉）——沙市日用化工厰
- 沙東牌（洗衣機）——沙市洗衣機厰
- 沙松牌（冰箱）——沙市冰箱厰
- 荊江牌（熱水瓶）——沙市熱水瓶厰
- 鴛鴦牌（床單）——沙市床單總廠
- Z3040x16系列（摇臂钻床）——沙市第一機床廠
- 金蝶牌（无纺织条纹地毯）——沙市地毯廠
- 康复牌（肾炎四味片）——沙市製藥廠
- 特种阀门——沙市閥門總廠
- 408甲乙（雷达）——南湖機械廠
- 激光平车仪——沙市光學儀器廠
- 沙鸥牌（数字式终端机）——沙市711廠
- 石英玻璃——沙市石英玻璃廠
- 银花牌（金星水具）——沙市玻璃廠

## 社會

### 人口
1895年沙市開埠以後，各地商賈雲集，建立商會，史稱沙市十三幫。人口的頻繁流動造成沙市人口構成的複雜性。1994年沙市撤銷之前，人口有35.63萬人，城鎮人口30.46萬人，城市化88%，穩居全國前列。

### 語言
沙市的官方語言是沙市話，屬西南官話湖廣片，是沙市人民進行各類社會活動的主要語言。由於普通話水平測試誕生於荊沙合併後的1994年，沙市話的通行並未受到其後推廣普通話政策的影響。

### 飲食
沙市的飲食分爲菜餚和小吃，菜餚屬於正菜，小吃則屬於點心。沙市的餐館稱爲館子，有本幫、京都幫(平津幫)、廣東幫、浙江幫和武昌幫等等。此外還有西餐館和清眞館。
- 京都幫：以鴻運樓、純陽樓爲最。鴻運樓的滿漢全席，是八乾果、八水菓、八相盤、八大菜、八小盤、八大盤、紅白兩道燕窩、一道銀耳、一隻焼方(即烤全乳豬)。上燕窩、 銀耳、境方時，均配有點心，連同最後的坐 菜和湯，一共是一百樣。民國十八年至廿三年，每席四十八元大洋。在當時的魚翅席， 四乾果、四水菓、四相盤、八大八小，四中碗，也不過十五六元。海參席僅十元左右， 十大碗祇六元，四盤不過二三元而已。
- 廣東幫：以逸仙樓爲代表，清一色的廣東菜，整席十餘元，小吃也不太貴。
- 江浙幫:以杏花村爲代表，整桌零倍均有。最貴的一樣菜，沙市喚作小黄魚，也就是台灣常見的黃魚(因沙市有一種黃魚重達四五百斤)。因這樣菜不多，要三元大洋。據說是飛機運去的。
- 武昌幫：是義森園，其菜餚與本常差不了多少。
- 本幫酒菜館是太多了，如王洪發、萬豐園、全發園、福星園、榮林園等都有整桌的菜，也出堂，也有零售。有的還兼賣早堂麵，一般不作早堂生意。
- 西餐館：以福記飯店和第一飯店爲首，每客西張，不過一二元。福記的炸飯魚排相當不錯。
- 清眞館：設在毛家巷內，有二家，其中一家好像招牌是四海春，他家有芝麻燒餅，與台北市的清眞館差不多。水餃是他家的名品。
- 食肆：沙市的各食堂，除整桌酒席外，消夜冷盤多爲白雞、燻魚、滴豬腱、豬肝、油蝦、炙 骨(即糖醋排骨)，至於炒菜則太多，在此不贅。有一種攤販，出售有滴雞、鴨及下水，滴豬肉、頭、蹄、冊、耳等，還有涵甲魚。沙市甲魚均屬野生，除食堂及家庭採用外，滴菜攤亦售資。大約一隻兩千重的甲魚，涵好後其價約爲三角大洋。

#### 荊楚名餚
皮條鱔魚、魚糕丸子。

#### 沙市小吃
| 名稱       | 材料                                                                                                   | 注解                                                                                           |
| ---------- | --- | ---------------------------------------------------------------------------------------------- |
| 九黄饼     | 油水麵團包入糖和果料餡，經烤制而成。色金黃，味香甜，外酥里軟，有濃郁的冰糖和芝麻清香味。               | 源於西晉，為當時人們重九登高，野外旅遊的乾糧，經發展演變成今日的九黃餅，取九月菊黃之意，故名。 |
| 散烩八宝   | 糯米、红枣、莲子仁、桂元肉、密樱桃、瓜子仁、糖桂花、密冬瓜、苡仁米等蒸熟制成坯，再加白糖、猪油散烩而成 | 又稱八寶飯                                                                                     |
| 油香       | 炸制而成的麵食，外觀焦黃；俯視呈環狀，側視呈凹狀，四周厚而中間有一窩洞                                 | 又稱面窩                                                                                       |
| 叮叮糕     | 黃糖、粘米粉等造成後，放在一個瓦製的小砵內蒸熟                                                         | 又稱砵仔糕                                                                                     |
| 欢喜坨     | 糯米                                                                                                   |                                                                                                |
| 圓豆泡糯米 | 糯米                                                                                                   |                                                                                                |
| 沙市涼麵   | 麵條                                                                                                   | 冷麵的一個流派                                                                                 |

## 文化

### 非物質文化遺產

#### 沙市漢綉
汉绣是流行于湖北省沙市、武汉、洪湖一带的传统刺绣艺术，据史书记载，它始于汉，兴于唐而盛于清。作为古楚之地，武汉地区特殊的地理环境为汉绣的发展提供了文化土壤。石首市绣林镇、洪湖市峰口镇一带的绣花堤和汉口的绣花街等皆因刺绣集中而得名。汉绣以楚绣为基础，融汇南北绣法之长，逐渐形成以铺、压、织、锁、扣、盘、套为主要针法，平金夹绣为主要表现形式的刺绣艺术体系。汉绣强调“花无正果，热闹为先”，一般从外围起绣，逐层向内走针，直到铺满绣面为止。根据绣品不同的质地和花纹，刺绣时需灵活运用各种针法，做到下针果断，讲究图案边缘的齐整即“齐针”，讲究分层破色的层次感和立体感。汉绣构思大胆，色彩浓艳，画面丰满，装饰性强，处处流露出楚风遗韵，在中国刺绣园地里自成一格，大放异彩。

#### 漢灘小曲
汉滩小曲源于沙市并流传了一百多年的传统戏曲剧种，以四胡为主的丝弦乐器伴奏，演唱者击云板，可单唱、对唱、多人围唱。俗称汉滩丝弦，外江小曲。由明清俚歌俗曲衍变而来，光绪年间已盛行于长江沿岸的汉口、武昌、黄石、沙市、江陵、宜昌、九江等地。中共建政后,小曲艺人配合时政宣传创作了大量新曲目,《看铁牛》唱进了中南海。“汉滩小曲”用方言演唱,地方色彩浓郁。具有很高的艺术价值,文学价值和民俗学价值。

#### 鼓盆歌
鼓盆歌是一种非常古老的曲艺形式，源于我国古代丧礼上“扑一个盆子当鼓打，唱歌陪丧家”的民俗活动，故又俗称“丧鼓”、“丧鼓歌”和“打鼓闹丧”，其具体的形成年代已无法确考。鼓盆歌流传于江汉平原的沙市、荆州、江陵一带，其表演形式通常为一人或二人自击鼓板独唱或对唱。民间演出时热心的听众也可参与帮腔，即在每段唱词的开头和结尾一起齐唱，也有一人无伴奏的清唱形式。鼓盆歌唱腔有【平板】、【敲板】、【三句半】和【湖腔】等。表演中鼓的伴奏独具特色，其节奏在音乐的上下句落尾处出现强拍无重音的现象，悖于音乐节拍之常理，在中外音乐史上也比较罕见。由于鼓盆歌的表演与民间习俗密切相关，所以它在艺术本身的价值之外还有着民俗学、社会学和文化学的多重价值。在现代化进程日益加快的今天，鼓盆歌与其他民间艺术形式一样出现了生存危机，需要加以重视和保护。

#### 荆河戏
原名“荆沙戏”，俗称“上河戏”、“上河路子”、“荆河调”，湖南俗称“大台戏”、“大汉班”，新中国成立后定名为“荆河戏”。它流行于湘西北及沙市一带，至今已有四百多年的历史。现在流传于沙市、荆州的荆河戏中还有不少剧目保留着原来的“单钹路子”。明代万历年间，沙市的戏曲演出十分繁盛。至清代顺治八年（1651），这里已有荆河戏的演出活动。清代嘉庆、道光年间，“泰寿”、“三元”两大荆河戏名班出现在沙市，名伶荟萃，在荆沙一带享誉百多年。时至今日，土生土长“单钹路子”的荆河戏仍在荆沙一带流传，受到沙市城区及周边地域群众的欢迎。荆河戏属于多声腔剧种，兼唱高腔、昆腔、弹腔（南北路）、杂腔小调等，又吸收了荆楚民间劳动和生活歌谣的不少音乐元素。其音乐南北交融，别具韵味；演唱高亢激越，优美婉转；表演大气直率，贴近生活。目前荆河戏尚有工尺谱曲牌300个，剧目近千种。荆河戏在中国戏曲史上占有一定的地位，曾对恩施南剧及西南地区各南北路剧种产生过不同程度的影响，在民族民间戏曲和音乐研究方面具有重要的参考价值。半个世纪以来，荆河戏发展停滞，渐趋衰落。目前荆河戏第四代、第五代传人虽尚健在，但大多年事已高，无法从事演艺活动。荆河戏后继乏人，处于濒危状态，急需保护传承。

### 文物古跡
- 萬壽寶塔
- 章華寺
- 沙市市中山公園

### 著名出版物
- 中華傳奇

《中华传奇》杂志社成立于1984年，是沙市市文聯下屬機構。初创刊时發行双月刊，1995年改为月刊，風靡一時，是90年代發行量全國第二的期刊（僅次於《故事會》），高峰期銷量200萬冊，是湖北省優秀期刊、全國優秀期刊。

### 影院劇院
- 人民電影院

沙市的第一家国营电影院是人民电影院，位于中山路西段,全院总面積1,050平方米， 其中观众厅建筑面积528平方米，休息厅176平方米。有座位1,076个。
- 江汉电影院

位于市北京路与江汉路交汇处，是闹市中心。并备有空调设备，放映大厅 有座位1,200个。该院占地面积6,912平方米，其中建筑面积1,702平方米，门前广场4,000 平方米。广场上有六个水磨石凳呈月牙形环绕着摆满盆景的假山、石花坛和啧泉池，是游 客和市民休憩消遣的场所之一。该院还于1970年附设了一座有座位2,021个的露天电影院。
- 紅星電影院

沙市第一家放映宽银幕立体电影的影院是红星路中段的红星电影院。该院始建于1980年。建筑面积1,995平方米，有座位1,150个。这个影院设计新颖，绿色的立体建筑拱托着洁白的海鸥式楼顶，宽敞明亮的落地钢窗与具有民族特色的观众休息长廊相映衬。
- 沙市影劇院

目前市内规模最大，设备最好的综合性剧场沙市影剧院，是湖北省大型影剧院之一。 该院始建于1980年5月，总面积11,000平方米，建筑面积8,492平方米，其中观众厅1,718 平方米，分上下两层，置座位1879个。舞台总面积896平方米。设有活动吊杆19根，有化 妆室两个，服装室一个，64平方米的乐池一个。为了方便外来剧团的食宿，该院还设置了 演员食堂，小卖部及生活设施完备的招待所。前厅为玻璃结构，内有大理石锻嵌的大型山 水画。广场周围植有树木花卉，风景别致。整座影院宏伟壮观。中央歌舞团、云南歌舞 团、广东歌舞团、天津歌舞团、苏州京剧团等五十多个著名文艺团体，先后在该院演出。 著名的表演艺术家陈伯华、胡芝凤、歌唱家余淑珍、吴雁泽等等先后在该院登台表演・
- 沙市工人文化宫

位于园林路北，于1961年落成。占地面积为32,200平万米，建筑面积4,200多平方米。有一个可容914名观众的影剧场，一个可容200名观众的小剧场，一个建 筑面积1,760平方米，4千个座位的灯光球场，一座建筑面积740平方米的图书教学楼，藏 书五万余册，报刊杂志300多种。还有9间建筑面积分别为60-80平方米的活动室。

## 交通運輸

### 郵政
沙市开埠后，邮政业务出现。光绪二十二年(1897年),改沙市海关寄信局为大清沙市邮政总局，负责管辖荆州府及荆门州各县镇邮局。主要开办函件业务，后增办汇兑、包裹业务。光绪二十五年(1899)海关总税务司第一次划分邮界，确定各通商口岸邮政局为各邮界之邮政总局，各口税务司兼任各邮界邮政司。沙市邮政总局管辖范围为荆州府及荆门州等县邮局，是全国35个邮界之一。到光绪三十四年(1908)，沙市邮政总局收寄各种邮件达到188601件，邮政总业务量仅次于汉口邮政总局，居全省第二位。邮路方面则陆续开通了沙市经公安黄金口至湘黔滇各省，以及沙市经钟祥至樊城等主要步班邮路。近代邮局逐渐取代了传统的驿站传邮，电报业也逐渐民用化和商业化。

### 港口水運

#### 沙市港
1895年的《马关条约》签订以后，沙市的交通运输业获得了飞速的发展，除了原有的民用、商用的船以外，外国的船只也进入到内河运输，特别是1898年签订的《内港行船章程》中有关开放内地水路的条文，使外国商船深入到中国内河，日、美、英等国不断加强了其在长江上的航运实力。与此同时沙市地方民营的小轮运输业兴起。开埠之初，沙市的内河运输主要是木帆船，沙市内河中的便河是主航线，走便河到汉口比走长江到汉口更为便利，木帆船价格便宜、费用少。但到了20世纪初，轮船运输在沙市港承运货物的比例大大的增加，人们渐渐接受了新的轮船运输，随着轮船运输在沙市港的不断增长，木帆船逐渐的淡出人们的视野。据《扬子江航运》记载,1896年，德国的寿玛赫在经过沙市江面时，看到沙市江面停泊的木帆船达到500艘以上。1898年，进出沙市港轮船总共246艘次。1900年，进出沙市港的轮船搭350余艘,载货61万吨。1919年则达到1609艘次，其后逐年又有所增加。相应的其承运的货物的量也在不断的增加，1897年，轮船在沙市港承运的进出口货物只有100多吨，1912年则达到1.5万多吨。
沙市民营轮船业在沙市官办轮船公司招商局与其他国家轮船公司激烈竞争的夹缝中获得了发展。沙市民营轮船业的发展不是在原有的帆船航运业的基础上发展起来的，而是在外国航运势力、在木帆船航运业大批破产的同时出现的。在外轮航运势力占据绝对优势的情况下，沙市民营小轮生存于外轮不能停靠的内河和小镇，为外轮疏散、集并货物。1907沙市商人陈政齐招股集资创办“合利亨”轮船公司，购小火轮两艘，航行于御路口线，创办了沙市最早的地方民营轮船公司。开办沙市至荆州的小轮营运业务。1915年获准经营沙市至宜昌航线。后陆续成立了民营小轮公司，至1921年沙市地方民营小轮公司已达6家,共有船只12艘,总吨位达488.7吨。在轮船运输业发展的同时，港口还出现了修理船舶机械的工厂，在海关正式设立后，产生了代客办理货物报关手续的报关行等。这些使得沙市码头从开埠前单纯的转运港口成为了开埠后集代理、运输、服务等多功能为一体的新型码头。

### 航空運輸
- 沙市機場

沙市自1929年始建機場，期間數次停航、重啓。至20世紀80年代，沙市機場開通至北京、上海、廣州、海口等地的民用航班。

### 鐵路運輸
- 荊沙鐵路

荊沙鐵路修建于1988年，是一條連接荊州與沙市的鐵道。1994年荊沙鐵路劃歸沙市市管轄。

### 公路運輸
- 国道

 207国道纵贯南北， 318国道横跨东西。
- 高速公路

1994年底，沙市市撤銷之前， 沪渝高速漢宜高速通車，是為沙市最後一條建成通車的公路。

### 市内交通
1955年12月，湖北省运输局沙市汽车总站改装美国福特客车一辆，试办沙市——荆州公共汽车线路。1956年3月，沙市汽车总站又改装雪佛兰客车一辆，共两辆正式投入营运。起点站设在沙市中山路南头（今江汉南路荆江大堤内坡东侧），终点站设在荆州城内江陵汽车站（今钟鼓楼口），全程10.5公里，9个站点，日往返七八趟，1960年3月，沙市汽车总站奉荆州地区专员公署指示，将荆沙公共汽车移交沙市市交通运输管理局（后改为交通局）管理，由其汽车队经营。全程票价0.25元。1963年，荆州地区交通局决定：荆沙公共汽车由沙市市交通局汽车队和江陵县交通局运输大队共同经营，并成立荆沙地区客运领导小组，正副组长由两交通局长担任。同时，将站点作了调整，从沙市洋码头延至荆州城西门开元观，全程票价0.30元。由于沙市、江陵两家共同经营，经常为争客源产生纠纷，影响客车正常运行。1964年，经荆州专署决定，将荆沙公共汽车业务交由沙市市交通局汽车队一家经营。1966年3月，沙市市交通局汽车队开辟三条沙市市内公共汽车线路：便河——农药厂、三中——三纺、机械二厂——拉丝厂。1970年3月，沙市市交通局汽车队改名为沙市客车队，隶属新组建的沙市市交通邮电管理局。1972年5月，公共汽车业务归口沙市市城建局管理，改名为沙市公用汽车公司。1982年11月，改名为沙市公用交通公司。

## 教育

### 民國時期

#### 辦學特色
- ⒈會館辦學

1931年，国民政府第七区督察专员兼江陵县长雷啸岑于在沙市强制性推行十三帮各会馆用会产办学的活动，从而使之成为较为民国时期教育界较为引人注目的事件之一。当时，雷啸岑提出，若有会馆拒绝办学，即么便将其会产没收充公。在这种强力推行下，在沙市一地至1936年，便由各会馆开办起了精诚、泾太、武绩、新安、豫章、湘华等小学十来所，以及蜀英、中州、太岳、两江、晴川等6所中学。
- ⒉教會辦學

1936年，罗马教廷将沙市地区的天主教会从宜昌传教区划分出来，成立天主教沙市監牧區交给美国纽约方济各会管辖，並創立圣路加中学，地址為黃州會館。沙市洪家巷天主堂是主教府所在地，狄主教、雷益励副主教及部分传教士常居于此。以后在市区内兴办了４所学校，分别是新沙小学男子部和新沙小学女子部，新沙中学男子部和新沙中学女子部。
- ⒊社團辦學

1920年，正在沙市“圣路加”中学任教的青年教员戴练江在商会会长胡子仁的支持下，组织当地商界一批具有一定思想觉悟的青年，成立了一个商民社团“三育社”。 三育社以促进社员德、智、体三育为目标，提倡不吸烟（鸦片）、不赌博、不纳妾等。戴练江眼界宽阔，办事很有魄力，在他的影响下，三育社热心公益事业，于1921年春共同捐款在沙市设立三育社小学。学校创办仅十个月，即在1921年秋由于旅寄坊民宅失火而令原教室被付之一炬。为了继续办学，三育社只有另找黄州会馆协商，将学校迁徙到其偏殿之中。因其师资力量较强，这次失火不但没有削弱学校的声誉，其影响反而越来越大，前来就学的儿重逐年增加。

#### 學齡前教育
沙市办幼儿园，始于二十世纪三十年代初，至解放前夕，先后仅办过四处：
- ⒈三十年代初，沙市私立小学兴起，美属圣公会于五权街（今民主街）办幼稚园一处。校长欧紫新，女教职员3名，幼儿100名。经费由教会基金拨给，每月银圆40元。1940年（民国二十九年）因沙市沦陷，该园停办。
- ⒉民国二十五年，美属天主堂办幼稚园一处，附设在新沙小学女子部内（敖玉冢子处，今中山公园对面）。1940年日軍占領沙市时，该园中辍，抗战胜利后，于原地复办，直至沙市解放。该园列入学校行政管理系统，有一套组织结构。从建园起至沙市解放，均由修道陈新华任园主任并兼课。另有两名教师（系小学部教师兼任），两名保姆。全园分两个年级：一年级（即小班）幼儿39名，其中男生24名，女生19名，二年级（即大班）幼儿16名，其中男生9名，女生7名。教学科目：音乐、故事、儿歌、游戏、社会和自然、工作、静息、餐点。全周35次，每次课为30分钟。全日授课时间不超过四小时。体现官定“重养不重教”， “专辅小儿自然智能开导事理，涵养德育，以备小学基础”之办园宗旨。编选教材多承袭小学部低年级内容。同时，也掺进一些调训幼儿生活习惯，“发育其身体，渐启其心知，”即所谓使之“远于浇薄之恶风，习于善良之轨范”的内容。音乐课教唱幼儿生活方面的以及有一定宗教色彩的歌曲。故事和儿歌课，是观看并讲解美国图片，以及卫生习惯之类的教材。幼儿也要参加平时的念经活动。圣诞节是教会的节日，幼儿也得停课排练节目，参加集会。会上，由神甫“恩赐”幼儿手帕、糖果、铅笔之类礼品，以显“上帝仁慈”。同时，分送从美国印好寄来的美国图片，并现场拍摄幼儿生活彩色照片和彩色影片，寄往美国。尔后，将影片放映给幼儿看，向幼儿灌输“天主万能”和亲美、崇美意识。该园设备有小课桌、小靠椅(50余套)、小黑板、木马、荡椅、跷板等，还备有幼儿读物。经费来源有二：一是教会基金拨给，用于支付添置设备和教师薪金津贴；二是学费收入，用于园内杂支。学费标准为每学期四块银元（抗战胜利后有所增加），开学一次交清，不得拖欠，入园者多为富户子女。
- ⒊ 民国二十八年，江陵县立沙市第二完全小学（今大赛巷小学），改称江陵县立第一小学，办幼儿班一处。教员胡益勤（又名胡一芹），幼儿四、五十名，课程及教材基本缘用《湖北省幼儿园开办章程》之细则的有关规定，计有识字、音乐、故事、游戏等。入园幼儿多为市民子女。民国三十年，因胡离任，该园停办。
- ⒋民国三十一年，胡一芹私人办幼儿园一处。旧址在新长口对面一民舍第四进。教室由仓房改建。开设科目有：识数、剪贴手工、图画、唱歌等，幼儿达82名。1945年胡一芹一面夤缘其建设镇中心国民学校校长之职，一面办私立幼儿园，至民国三十五年乃停。

#### 小學
民國二十四年，沙市辦學興旺，達到鼎盛，各類“公立小學”、“私立小學”、“私塾”遍佈。
- 公、私立小學：精誠、新女、涇太、南陽、武郡、正習、樹人、福建、新民、鄂中、蜀英、文都（男、女子部）、錫安、自誠、華政、曦光、松爾、豫章、武郡、新沙、蜀英、新民、第二區立小學、縣立第二小學、感應第一小學、感應第二小學。
- 私塾：從善、童蒙、中立、公民、明德、啓明、曙光、育德、光化、明新、啓事、遵中、成志、天民、民德、智廣、從古、訓導、壽安堂義學、明倫、修道、養正、忠恕、三樂、務本、振新、文建
- 中學：職業中學

#### 高等教育
- 朝陽學院

1937年秋，日軍侵占北平，私立朝阳学院从北平南迁，于1938年元月至沙市。這是沙市教育史上是首次出现的高等院校。私立朝阳学院迁来沙市后，在地方热心教育人士的协助下，经月余筹备工作，即招收新生130名，插班生20名（连同来沙复学转学学生20余名，共有学生170余名），仍设法律、政治、经济等三系，于1938年3月在现大赛巷2号开学。上课未满五个月，日軍逼近武汉，即于是年七月底迁往成都。
- 国立湖北师范学院

国立湖北师范学院原名为湖北省教育学院，于1941年（民国三十年）设立于恩施五峰山。抗日战争胜利后，国立湖北师范学院于1946年7月（民国三十六年六月），奉命由恩施五峰山迁至沙市童家花园（现三中校址）。为了解决师生教学、生活、校舍等问题，历时三月，于是年十一月始正式开学上课。该院迁沙后，仍保持原有的教育、国文、英语、理化、数学、史地、音乐等七系一个体育专修科的建制。共有教职员141人，学生763人。遷沙之初，学生认为沙市地方太小，文化落后，对迁院来沙，甚为不满，于是用罢课行动，要求当局迁院武汉，学生会并派出代表三百余人到武昌湖北省教育厅和华中行辕公署请愿。院长汪奠基因无法说服学生代表返沙复课，更无法解决迁院问题，于1947年4月被迫辞职。时至1948年夏初，全院师生不顾国民党政府同意与否，便纷纷自行迁往武汉。国师在沙期间，各系科、各年级学生，都有在小學、中学任职和兼课者。

### 共和國時期

#### 幼稚園
沙市幼稚園遵循厰辦、機構辦學。很多工廠設立厰辦幼兒園。公辦幼兒園按照系統劃分，如機關幼兒園、商業幼兒園、教育幼兒園、化工幼兒園等。幼兒按照父母所屬的機構系統選擇就讀。

#### 小學
沙市被中共占領以後，辦學收歸國有化，幾次政治運動之中，學校數次改名。1983年存在的小學有：新沙路小學、實驗小學、航空路小學、便河一小、便河二小、青蓮巷小學、崇文街小學、中山路小學、勝利街小學、張家三巷小學、大賽巷小學等。

#### 中學
沙市市原有中學20余所，按成立時間編爲“市一中”至“市十六中”以及“藝術中學”、“文星中學”、“太岳中學”等。其中沙市三中為省重點中學，向社會輸送了大量優秀的人才。沙市六中則是湖北省最早設立西藏班的學校。

#### 高等教育
沙市兴办高等教育始于五十年代后期，到1985年为止，先后办有文理、医、师、经济管理、工业等科类的普通高校、成人高校(班)14所(个)。
- 普通高校(含班)
  - 沙市大学（1958年9月），借用三中部分房屋作校舍。开设中文、物理、艺术3系。招收学生140人，教职工30余人。一年后停办。中文、艺术两系并入江汉师范学院，物理系划归江汉工学院。
  - 江汉工学院（1958年9月）。校址在航空路。开设机械制造、电机制造两个预科、两个专科，招收学生200人。1960年迁到荆州东门外新校舍。1961年调整为江汉工业专科学校，续招学生240人，在职教职工78人，1962年秋撤销，未毕业学生转入江汉农学院农机科继续学习。
  - 江汉医学院（1958年9月）。前身是沙市卫生学校，当年招收学生190名，1959年续招35名，学生最多时(含中专班)达800人。教职工60人。开设内、外、妇科3个专业。1961年调整为江汉医学专科学校。1962年学校撤销。
  - 沙市职业大学（1983年5月）。是以自费、走读、不包分配择优推荐录用为特点的大学。开设有机械制造、企业管理工程、工业与民用建筑、文秘等专业。招收应届高中毕业生，至1985年共招3届学生403人。
  - 高醫班。1975年春，沙市第一人民医院受荆州地区卫生局委托开办了高医班。校址设市血防站内。由沙市卫生局领导，教师由医院医生兼任。招收学生49人。1978年4月，经全省统考，毕业47人(另肄业1人，退学1人)。
  - 高師班。1978年5月，沙市师范学校开办高师班，招生86名(由荆州师专拨指标)，学制三年，设语文、数学、物理、化学4个专业，1980年学生全部毕业后停办。
  - 高工班。1978年9月，开办了高工班。由无线电二厂主办计算机技术(软件)专业1个班，市科委主办工业企业自动化专业1个班。共收学生71人，教职工21人。1980年学生全部毕业后停办。
- 成人高校(含班)
  - 工人业余大学进修班（1963年冬）。沙市第二工人业余学校创办，由沙市市总工会主管。开设理论力学、高等数学、英语等5个教学班。第一期招收机械、棉纺、财政、粮食等39个单位80名学生。1966年秋停办。
  - 沙市市广播电视大学（1980年9月6日）。前身是1979年1月在沙市职工中招收电大学员并在有条件的各大企事业单位开设的电大教学班。
  - 沙市教师进修学院（1980年8月）由沙市师范学校与沙市教师进修学校合并成立。1983年底，湖北省人民政府决定将湖北省小学教师培训中心设在沙市教师进修学院。
  - 沙市纺织职工大学（1980年）是在原纺织中专和纺织技校的基础上发展起来的。
  - 沙市机械职工大学（1980年）前身是沙市市第二机床厂办的“7・21”工人大学改办，并由市办局管。1982年报经教育部正式备案定名为沙市职工大学。
  - 湖北省卫生干部学院（1984年7月）前身是武汉医学院荆州分院，1985年2月又经省人民政府批准改称湖北省卫生职工医学院。前身是沙市卫生学校，中间经历了江汉医学院，武汉医学院荆州分院等阶段。学院直属省卫生厅领导。党团组织关系于1985年12月由荆州地委转到沙市市委代管。

## 友好城市
- 日本 会津若松市

沙市市与日本福島县会津若松市的友好交往，开始于1985年6月。1991年，两市正式结为友好城市。1992年至1994年，会津若松市先后向沙市有关部门赠送了无线电台3部，向沙市图书馆赠送大批日本书籍，建立了“会津文库”，并向沙市市友协赠送一辆“友好会津号”日野中型客车。1993年11月，会津若松市市立第三中学与沙市市第三中学建立友好交流学校。在此期间，沙市市先后向会津若松市派遣羽毛球教练3人进行球艺指导，为会津地区培养了很多优秀的羽毛球选手。

## 荊沙矛盾
由於沙市和荊州地緣上接近，歷史上多次互有隸屬。由於經濟上沙市以工商業爲主，荊州以農業爲主，1994年荊沙合并以來，沙市、荊州兩地矛盾頻發，不少沙市民衆希望脫離荊州的管轄，重新建立沙市市。

## 注解
1. 1 2  沙市市撤銷時間即荊沙合并時間為1994年10月31日，并非中共國務院行政批復時間
2. ↑  沙市一詞存在訓讀現象，詳見“名稱”一節
3. ↑  1994年12月3日,原江陵縣所轄的岑河鎮、觀音壋鎮及岑河農場劃歸沙市，故沙市市與沙市區所管轄的區域面積略有差異

### 引用
1. ↑   湖北省政府、湖北省建设厅关于童月江、沙市市政整理委员会违法处分的训令、批、代电 LS031-015-0259
2. ↑  LS031-002-0196湖北省政府、湖北省建设厅关于荆沙市政筹备委员会人事任免及委员顾问参议名册的指令、训令、签呈
3. ↑  https://itw01.com/VKFZWEW.html
4. ↑  119.97.184.109:8005/details_14646.html
5. ↑  周良成. 《荊沙十講》. 台灣: 臺北文化出版社. 2005 （中文（繁體））

### 文献
1. 戴均良等. . 上海: 上海辞书出版社. 2005 （中文（简体））.
2. 史为乐. . 北京: 人民出版社. 2006 （中文（简体））.
3. 合輯. . 天津: 天津出版社. 1993 （中文（简体））.
4. 周良成. . 台灣: 花木蘭文化出版社. 2005 （中文（繁體））.
5. 合輯. . 湖北: 内部資料. 1935 （中文（繁體））.